# 아라하타역
아라하타역(일본어: 荒畑駅, あらはたえき)은 일본 아이치현 나고야시 쇼와구에 위치한 철도역이다.

## 타는 곳
상대식 승강장 2면 2선 지하역.
| 1 | ■ 쓰루마이 선 | 아카이케·도요타 시 방면         |
| 2 | ■ 쓰루마이 선 | 후시미·가미오타이·이누야마 방면 |

## 역세권 정보
- 나고야 시립 고키소 소학교
- 나고야 시립 쓰루마이 소학교
- 나고야 시립 기타야마 중학교
- 나고야 시립 사쿠라야마 중학교

## 역사
- 1977년 3월 18일: 영업 개시.

## 사진

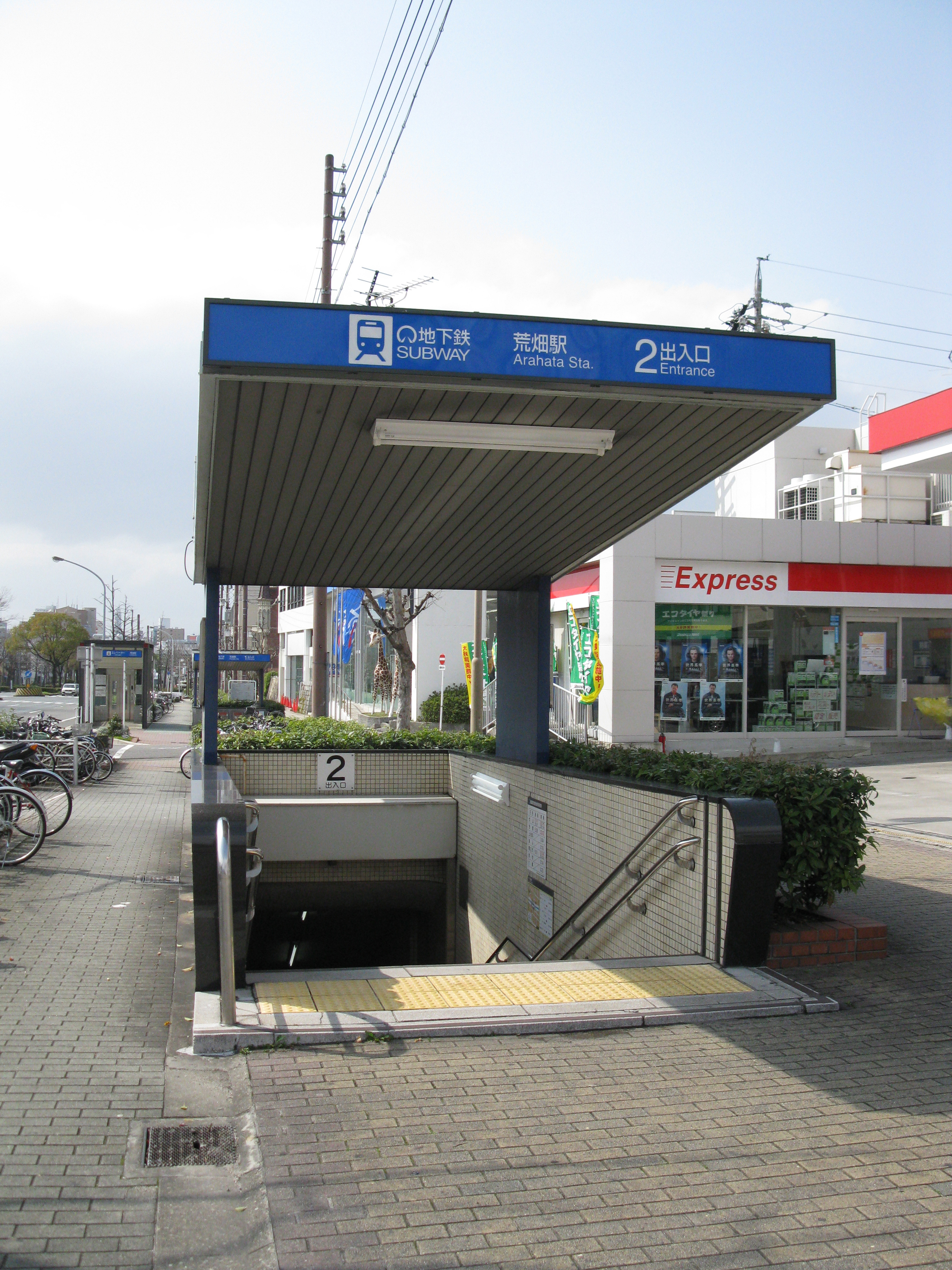
2번 출입구

## 인접역
| 나고야 지하철 ■ 쓰루마이 선   | 나고야 지하철 ■ 쓰루마이 선 | 나고야 지하철 ■ 쓰루마이 선 |
| ----------------------------- | --------------------------- | --------------------------- |
| T 10 쓰루마이 가미오타이 방면 |                             | T 12 고키소 아카이케 방면   |